# Caso Gabriel Cruz
El caso Gabriel Cruz u Operación Nemo hace referencia en España a los sucesos relacionados con la desaparición del niño Gabriel Cruz Ramírez, la tarde del 27 de febrero de 2018 en la localidad almeriense de Las Hortichuelas, y su inmediato asesinato en una finca familiar próxima a la localidad de Rodalquilar, ambas en el municipio de Níjar.
El menor, de tan solo ocho años de edad, desapareció en el trayecto entre la casa de su abuela paterna y la de unos familiares, que dista unos cien metros —treinta segundos—, siendo su paradero desconocido durante los siguientes doce días. Se estableció un dispositivo de búsqueda en el que participaron más de 5000 efectivos, entre ellos 3000 voluntarios y 2000 profesionales, convirtiéndose así en la mayor búsqueda coordinada de un desaparecido en la historia de España.
El hallazgo de su cadáver se produjo el 11 de marzo en el maletero del vehículo de Ana Julia Quezada, que por entonces era pareja del padre del menor. Previamente la autora confesa del crimen había desenterrado el cuerpo del niño en una finca propiedad de la familia paterna en Rodalquilar, donde tuvo lugar el asesinato el mismo día de la desaparición; lo introdujo en el vehículo y se dirigió a su vivienda de La Puebla de Vícar, en cuya puerta del garaje fue detenida por la Guardia Civil, que le venía siguiendo desde tiempo atrás. Dos días más tarde la acusada del asesinato confesaría los hechos.
La investigación del caso condujo a la realización del juicio durante el mes de septiembre de 2019. El jurado popular concluyó que la autora confesa era culpable de asesinato. La sentencia dictada por la Sección Segunda de la Audiencia de Almería condenó a la acusada a la prisión permanente revisable por el asesinato y a una pena suplementaria de ocho años y tres meses más por dos delitos de lesiones psíquicas y dos contra la integridad moral en cada uno de los padres del menor.

## Contexto

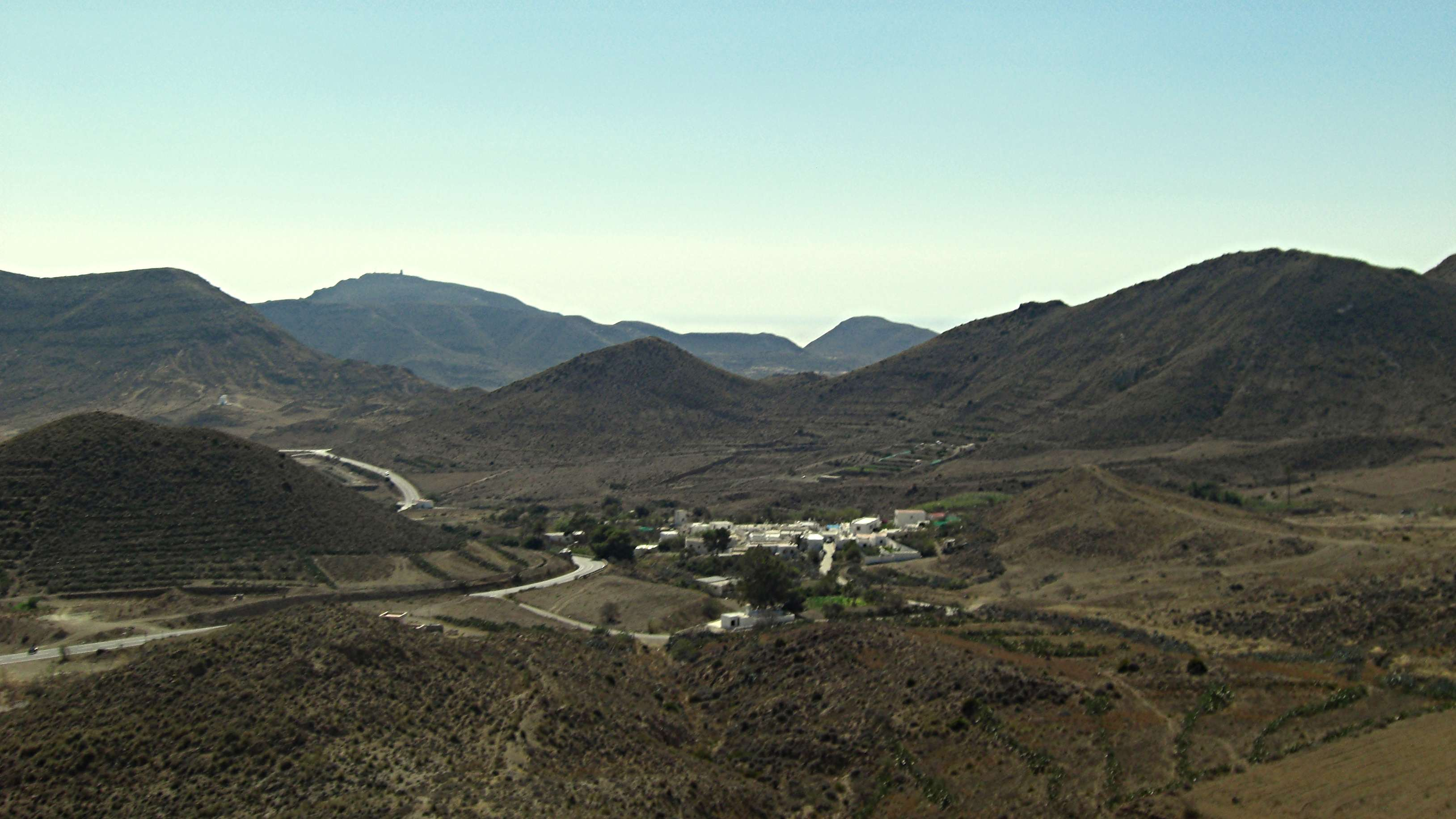
Panorámica de Las Hortichuelas, uno de los tres escenarios del crimen.

El pequeño Gabriel Cruz Ramírez salió de casa de su abuela paterna el martes 27 de febrero de 2018 a las 15:32h para ir a casa de unos primos a jugar. Entre ambas viviendas hay unos cien metros de distancia, en los que hay que pasar por un camino de tierra sin asfaltar y atravesar la calle principal de la localidad, pero el niño resultó desaparecido antes de llegar a su destino. Según los investigadores, a las 18:00h la abuela, al ver que no regresaba a merendar, fue a casa de los familiares, preguntó por él y le dijeron que Gabriel no estaba allí, ni había ido esa tarde. Se empezó entonces la búsqueda con los vecinos. Llamaron a los padres, que estaban en otras localidades, y entre todos buscaron a Gabriel. A las 20:30h, aproximadamente cinco horas más tarde, y al confirmar que nadie sabía dónde estaba el menor, su familia dio la voz de alarma.
Casi una semana después trascendía el hallazgo de una camiseta blanca a unos cuatro kilómetros del lugar de la desaparición. El propio Ministro del Interior, Juan Ignacio Zoido, confirmaba que los análisis realizados por el laboratorio de criminalística de la Guardia Civil revelaban la presencia de ADN del niño desaparecido en la prenda. Más tarde, el desenlace de la investigación demostraría que el hallazgo de la camiseta fue fingido por la asesina de Gabriel. Otro hecho que dio una pista a la Guardia Civil es que cuando Ana Julia encontró la prenda de ropa estaba lloviendo, y aun así la camiseta estaba casi seca.
El viernes 9 de marzo la prensa española se hizo eco de la declaración de dos personas que aseguraron haber visto una furgoneta blanca merodeando por la zona donde el niño fue visto por última vez.
Tan sólo dos días después, el cuerpo del menor era hallado a bordo de otro vehículo: el de Ana Julia Quezada, la por entonces novia de su padre.

## Relación de hechos
Gabriel, hijo de Ángel David Cruz Sicilia y Patricia Ramírez Domínguez, desapareció en una pequeña pedanía del municipio de Níjar llamada Las Hortichuelas, a 51km de la ciudad de Almería. Se trata de una población de menos de 100 habitantes, enclavada en pleno parque natural del Cabo de Gata.
La desaparición se produjo en el corto trayecto que separa la casa de su abuela de la de sus primos, pero las pesquisas de la Guardia Civil se extendieron en un radio de seis kilómetros desde el punto de inicio de forma generalizada y de hasta doce kilómetros en lugares específicos como pozos, antiguas minas o casonas deshabitadas. Los agentes se centraron en las balsas de la depuradora de Las Negras, cerca del lugar en el que Ana Julia Quezada fingió el hallazgo de la camiseta. Un equipo especializado de buzos buscó el cuerpo de Gabriel en toda la zona. En total se rastrearon más de 625 kilómetros y más de 500 puntos, entre pozos y aljibes.
Otra de las dificultades que tuvo que superar la investigación es la ausencia de cámaras viales o de seguridad en Las Hortichuelas, donde apenas hay negocios como restaurantes, estancos o sucursales bancarias. Ni siquiera hay un cajero automático en toda la pedanía. Las gasolineras más próximas están a decenas de kilómetros.
Finalmente, la detención de Ana Julia Quezada se efectuó en La Puebla de Vícar, a 73 kilómetros de Las Hortichuelas.

## La asesina confesa

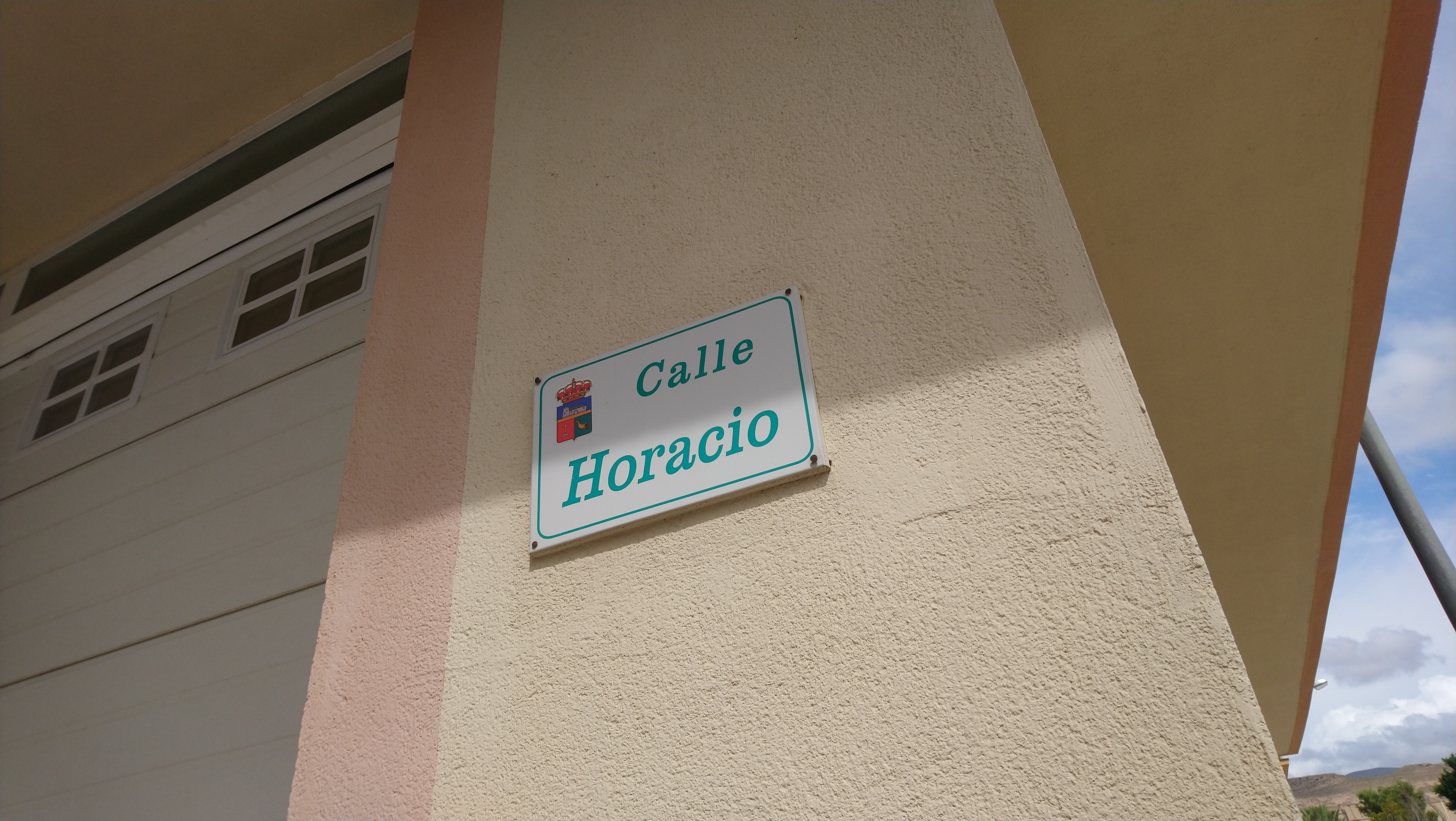
La detención se produjo en la calle Horacio de la Puebla de Vícar.

Ana Julia Quezada, detenida como presunta autora material del asesinato de Gabriel, era la pareja de Ángel. Nació el 25 de marzo de 1974 en Concepción de La Vega, República Dominicana. Llegó a España en 1995, con veintiún años de edad, y se instaló en Burgos con una hija que había tenido a los diecisiete años en su país. En 1996 esa niña, Ridelca Josefina Gil Quezada, que tenía entonces cuatro años, cayó por una ventana del séptimo piso donde vivían y murió. El suceso se cerró entonces como muerte accidental, pero las autoridades anunciaron que se volvería a investigar tras el asesinato de Gabriel.
Su arresto se produjo cuando decenas de agentes cortaron el paso a su vehículo mientras se disponía a entrar en el garaje de un bloque de pisos de la localidad de La Puebla de Vícar. Justo después, al abrir el maletero, los investigadores hallaron el cadáver de Gabriel Cruz.
Aunque en un primer momento declaró que no había sido ella, finalmente confesaría el crimen dos días más tarde. Fue acusada de los delitos de asesinato, detención ilegal y contra la integridad moral.
Durante su primera comparecencia ante el titular del Juzgado de Instrucción número 5 de Almería, Rafael Soriano, la detenida se ratificó en la declaración ofrecida ante la Guardia Civil, en la que señaló que hubo una discusión y un forcejeo por un hacha previamente a que asfixiara al menor para acabar con su vida y ocultar su cadáver en la finca de Rodalquilar a la que trasladó al pequeño. Esta versión fue parcialmente desmontada por los investigadores en su relato oficial de los hechos, en el cual se cita:

La acusada asesinó sola al pequeño Gabriel, sin la implicación de terceras personas; se llevó al niño posiblemente por los celos que le tenía; le mató el mismo día de la desaparición asfixiándolo, le enterró tapándolo con piedras decorativas y tablones.

Según declaró a posteriori el Teniente Coronel Jefe Accidental de la Comandancia de la Guardia Civil de Almería, José Hernández Mosquera, se sospechó de Ana Julia prácticamente desde el inicio de la investigación. Aun así, los agentes siempre creyeron que tenía a Gabriel con vida y su objetivo era que ella les llevara hasta el pequeño. Pero Gabriel fue asesinado el mismo día en que desapareció, como confirmó la autopsia.
El 3 de marzo Ana Julia escenificó la aparición de la camiseta que llevaba el menor; dijo encontrarla a una distancia de unos cuatro kilómetros de Las Hortichuelas. Para ello tuvo que pasar un terreno, llegar a Las Negras e introducirse en un barranco, algo que resultó bastante inverosímil para los investigadores. Cabe señalar que ella fue la que le dijo a Ángel de ir a buscar por esa zona, y fue ella quien encontró la prenda. Ángel estaba próximo pero no a la vista en el momento del supuesto descubrimiento. La familia la reconoció como la camiseta de Gabriel.
Según explicaron fuentes de la Guardia Civil, la camiseta fue un guiño que quiso hacer la acusada a su por entonces pareja para darle esperanzas. Cerca de donde se encontró vivía un exnovio de Ana Julia y con toda probabilidad esta pensó que los investigadores orientarían sus pesquisas hacia esa persona, sin éxito.
El día 11, Ana Julia se dirigió a la vivienda de Rodalquilar, mientras estaba sometida a una estrecha vigilancia. Los agentes vieron cómo sacó del jardín unos tablones, unas piedras y un cuerpo que aparentemente era de una persona menuda que encajaba con el perfil de Gabriel. Lo metió en el maletero y salió dirección a la ciudad de Almería; pasó Almería y llegó a Vícar. Fue entonces cuando el equipo de investigación decidió detenerla en el momento que sale del coche, mirando en el maletero y encontrando el cuerpo de Gabriel envuelto en una manta, aparentemente en buen estado y semidesnudo, sólo con ropa interior.
Durante la estancia en los calabozos se le tomó declaración a la detenida y confesó delante de su abogado la autoría de los hechos, dando detalles como que había arrojado la ropa de Gabriel en un contenedor de vidrio en la localidad de Retamar. Los agentes inspeccionaron el sitio y la encontraron a excepción de la camiseta.

#### La relación con la familia de Ángel y Gabriel
Durante la búsqueda de Gabriel, Ana Julia participó activamente, y se mostraba triste ante lo ocurrido. Incluso daba entrevistas, lloraba, fingía y consolaba a su pareja. La Guardia Civil reveló que ella le administraba a Ángel altas dosis de Diazepam, un ansiolítico, para calmarlo y hacer que se olvidara del tema. También había intentado convencerlo durante semanas de que se fuese con ella a su país, pero él se negó. «Tranquilo, Ángel. Cuando Gabrielito aparezca, y todo esto acabe, nos vamos a casar» le llegó a decir en repetidas veces.

## Repercusión

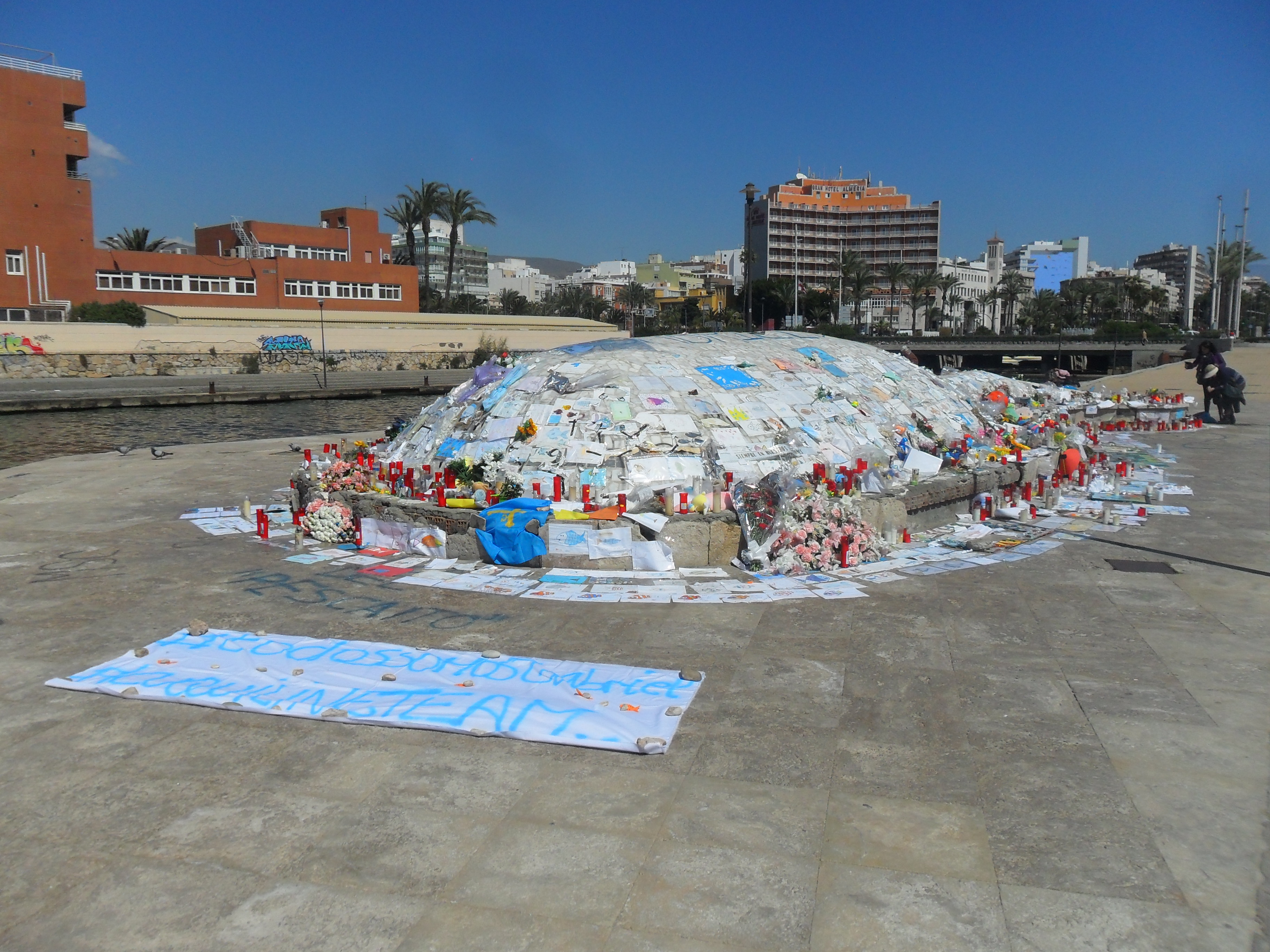
Homenaje a Gabriel en la ciudad de Almería.

El caso de Gabriel Cruz causó una gran conmoción en la sociedad española. Dos días antes de la aparición de su cuerpo sin vida, se produjo una importante manifestación en Almería capital para pedir el regreso del menor. Sus padres declararon que a Gabriel le encantaban los peces, que le gustaba dibujarlos y de mayor quería ser biólogo marino, y desde entonces el símbolo de un pececillo llenó las ventanas, colegios, centros públicos y redes sociales de todo el país en su apoyo.

## Juicio
El 9 de septiembre de 2019 comenzó en la Audiencia Provincial de Almería el juicio por la desaparición y muerte del niño, con una gran expectación y concurrencia de medios de comunicación. El fiscal y la acusación particular solicitaron inicialmente prisión permanente revisable para la autora confesa del crimen. Un jurado popular, formado por siete mujeres y dos hombres, leyó en el primer día los escritos provisionales de la acusación y de la defensa y la exposición inicial de la fiscal y los abogados de las partes.
El jurado popular consideró culpable de asesinato con alevosía a Ana Julia Quezada, y también vio probados los delitos de lesiones psíquicas a los padres del niño aunque no admitió ensañamiento. Tras este veredicto la culpable se enfrenta a una pena de prisión permanente revisable.
La prisión permanente revisable significa un mínimo de veinticinco años de cárcel. Ana Julia Quezada es la primera mujer condenada a esta pena, lo más parecido a la cadena perpetua, desde que se estableció en 2015. En 2044, su situación será revisada. Pasado ese tiempo, para salir en libertad, deberá demostrar que se ha rehabilitado y estar en el tercer grado (régimen abierto).
La sentencia también establece que si Quezada sale de prisión no podrá vivir en Níjar ni acercarse a menos de 500 metros de los progenitores. El fallo le obliga a pagar 250 000 euros a cada uno por daños morales y también a hacer frente a los gastos que el Estado español incurrió en la búsqueda del niño, 200 203 euros.